# Röd skorpionmossa
Röd skorpionmossa (Scorpidium revolvens) är en bladmossart som beskrevs av Rubers in Touw och Rubers 1989. Enligt Catalogue of Life ingår Röd skorpionmossa i släktet skorpionmossor och familjen Amblystegiaceae, men enligt Dyntaxa är tillhörigheten istället släktet skorpionmossor och familjen Calliergonaceae. Arten är reproducerande i Sverige. Inga underarter finns listade i Catalogue of Life.